# Dekleta iz Sanfrediana
Dekleta iz Sanfrediana (v originalu italijansko Le ragazze di San Frediano) je roman, ki ga je leta 1949 izdal italijanski pisatelj Vasco Pratolini.

## Zgodba
Zgodba se dogaja v Firencah ob koncu Druge svetovne vojne in govori o lokalnem "Don Juanu," mestnem mehaniku, ki ima skrivno ljubezensko razmerje z več dekleti hkrati. Dekleta izvejo za njegovo početje in se odločijo, da ga bodo kaznovale.